# Museumwoning 'Back to the Sixties'
De Museumwoning 'Back to the Sixties' is een in de Nederlandse plaats Spijkenisse, provincie Zuid-Holland, ingerichte woning in de stijl van de jaren zestig. De woning bevindt zich in de Serreburg aan de Eikenlaan. Hier is in het flatcomplex met levensloopbestendige woningen een hoek-appartement met vier kamers gerenoveerd en teruggebracht naar het jaar van de bouw: 1964. Het ontwerp is van de architecten Ter Braak, Tromp en Apon. De woningen waren voorzien van blokverwarming op olie en in de niet-draaiende delen van de vensters dubbel glas.
In de keuze voor kleur en materiaal komt de durf en de moed om nieuwe wegen in te slaan op het gebied van wonen tot uiting. Geen velours, maar katoenen stoffen. Geen emaille, maar roestvast staal; geen eiken, maar teakhout.
De nieuwste elektrische apparaten van destijds, zoals koffiemolen, mixer en naaimachine zijn hier te zien. Er is een compleet ingerichte woon-, slaap- en werkkamer; badkamer met lavet, keuken en toilet uit 1964. In de 'Vierde Kamer' wordt 2 x per jaar een expositie gehouden, die een bepaald facet uit de jaren zestig belicht.